# Трагедия у моря
«Трагедия у моря», также известная как «Жестокие волны», — это фотография, на которой изображена молодая пара, Джон и Лилиан Макдональд, стоящие вместе на берегу Тихого океана в Эрмоса-Бич, Калифорния, США. Изображение было сделано в апреле 1954 года фотографом Los Angeles Times Джоном Гонтом-младшим. За несколько минут до того, как было сделано изображение, девятнадцатимесячный сын пары Майкл исчез. Изображение получило Пулитцеровскую премию за выдающуюся фотографию 1955 года.

## Предыстория
2 апреля 1954 года 19-месячный мальчик по имени Майкл пропал на берегу в Эрмоса-Бич, Калифорния. Его родители Джон и Лилиан Макдональд были сфотографированы стоящими на пляже после исчезновения. По словам Лилиан, мальчик вышел из семейного двора. Она позвонила в полицию, и власти начали поиски мальчика. Мальчика нашли не сразу, и в ту ночь поиски были приостановлены. Поиски продолжались несколько дней и продолжались до 5 апреля 1954 года. Тело Майкла нашли только 12 апреля 1954 года, через десять дней после его исчезновения на 4-й улице в Манхэттен-Бич. Женщина заметила тело мальчика, покачивающееся на волнах прибоя, возле своего дома, который находился более чем в 1,6 км от места, где он пропал, вытащила тело из воды и вызвала полицию.

## Описание
В день исчезновения мальчика Джон Гонт-младший находился в своем доме в Эрмоса-Бич, когда услышал крик соседа: «Что-то происходит на пляже!» Гонт взял свою камеру Rolleiflex и пошел на пляж. Когда он подошел, он увидел молодую пару, стоящую у кромки воды и держащую друг друга, и сделал снимок, прежде чем пара повернулась и ушла. Изображение, которое Гонт назвал «Трагедия у моря», было напечатано в газете «Лос-Анджелес Таймс» 3 апреля 1954 года. В то время газета предположила, что мальчика могло унести в море.

## Реакция
Изображение получило Пулитцеровскую премию за выдающуюся фотографию 1955 года. Пулитцеровское жюри назвало фотографию «пронзительной и глубоко трогательной». Изображение также получило премию Associated Press. Изображение заняло первое место в Почетной галерее новостных фотографий Лос-Анджелесского пресс-клуба 1954 года. Оно также получило специальную благодарность от главных редакторов Associated Press. Премия Associated Press за лучшее новостное фото была вручена до Пулитцеровской премии, и фото назвали «Жестокие волны».